# Ирски рат за независност
Ирски рат за независност (енгл. Irish War of Independence; ир. Cogadh na Saoirse), познат и као Англо-ирски рат је био оружани сукоб који се од 1919. до 1921. водио у Ирској између ирских националиста окупљених у Ирску републиканску армију (ИРА) на једној, и британских војних, полицијских и паравојних формација те унионистичких милиција на другој страни. Узроци сукоба су били у вишедеценијском незадовољству већине ирског (католичког) становништва британском владавином, односно политичком унијом са претежно протестантском Великом Британијом, као и неуспјех покушаја британске владе да спор отклони пројектом ирске аутономије; томе је у великој мјери допринијело избијање првог свјетског рата чије су политичке и економске посљедице, али и крваво гушење Ускршњег устанка 1916. године додатно радикализовале бројне Ирце те их окренули према дотада маргиналној странци Шин Фејн. Њени представници су на британским парламентарним изборима 1918. године освојили 70% свих мјеста у Ирској, те се потом окупили у Даблину и 21. јануара 1919. донијели декларацију о независности ирске, а што је датум који се традиционално узима као почетак сукоба. Његов ток је карактеризирало одсутство конвенционалних окршаја, с обзиром на то да је ИРА користила герилску стратегију усмјерену на полицију и војне јединице у изолираним областима; британске власти су на то настојале одговорити кориштењем паравојних формација од којих су на зао глас дошли добровољци из Британије познати као Black and Tans. Сукоб, који је ескалирао од децембра 1920. године је осим војних акција укључивао и бројне ликвидације цивила на обје стране, а у претежно протестантском Алстеру су њене главне жртве били мањински католици. У Британији, која се још економски и психолошки опорављала од првог свјетског рата рата, сукоб у Ирској је с временом постао изузетно непопуларан. Њена влада је стога пристала на примирје проглашено 11. јула 1921. године. Слиједили су преговори током којих је постигнут компромисни Англо-ирски споразум у децембру 1921. којим је Ирска подијељена на јужни дио - Ирску Слободну Државу као де факто независни британски доминион - и Сјеверну Ирску која је остала под непосредном британском влашћу. Иако данашњи теоретичари знају исход рата називати првим успјешним примјером стратегије асиметричног ратовања, велики дио становника нове државе њиме није био задовољан, што је довело до кратког али крвавог грађанског рата, а пола вијека касније у Алстеру и до дуготрајног сјеверноирског сукоба.